# Demokratizace Tchaj-wanu
Demokratizace Tchaj-wanu (tradiční znaky: 臺灣的民主化; zjednodušené znaky: 台湾的民主化; pinyin: táiwān de mínzhǔ huà) je proces liberalizačních a demokratizačních reforem na území Tchaj-wanu. Za datum vzniku tchajwanské demokracie lze považovat rok 1986, kdy byla založena (legální až od r. 1991) první opoziční strana vůči autoritářsky konzervativnímu Kuomintangu, Demokratická pokroková strana.

## Vláda Kuomintangu
Od 20. let 20. století probíhala v Číně občanská válka mezi vládou Čínské republiky a jednotlivými čínskými militaristy. Po roce 1927 se Komunistická strana Číny pod vedením Mao Ce-tunga oddělila od Národní strany (Kuomintangu). V závěrečné fázi třetí čínské občanské války (1946–1949) utrpěl vládnoucí kuomintangský režim porážku od Čínské lidové osvobozenecké armády a Národní strana se rozštěpila. Po neochotě přistoupit na požadavky koaliční vlády část kuomintangské elity, která byla v opozici proti Čankajškovi, emigrovala do zahraničí, převážně do USA. Čankajšek se přepravil na Tchaj-wan společně se zhruba dvěma miliony vojáků a několika desítkami tisíc jemu loajálních obyvatel. Největší město Tchaj-wanu, Tchaj-pej, Čankajšek prohlásil za dočasné hlavní město Čínské republiky.
Národní strana na Tchaj-wanu nastolila autoritativní režim, který se projevoval na různých úrovních. Strana obsadila všechny důležité posty v provinční i státní správě, čímž vytlačila místní tchajwanské elity z důležitých politických pozic. Strana se reorganizovala, propojila s administrativou, ozbrojenými složkami a státními podniky, kde působily stranické buňky. Tím ovládla téměř celou společnost a minimalizovala možnosti vzniku hnutí vně strany. Stávající média byla také kontrolována stranou. Takto nastavené soustředění moci bylo navíc podpořeno „Krátkodobými opatřeními platnými po dobu komunistické rebelie“, která posilovala pravomoc prezidenta a zaručovala doživotní mandáty zástupcům zvolených do Národního shromáždění, legislativního a kontrolního dvora.

## Formování první politické opozice a Hnutí Dangwai

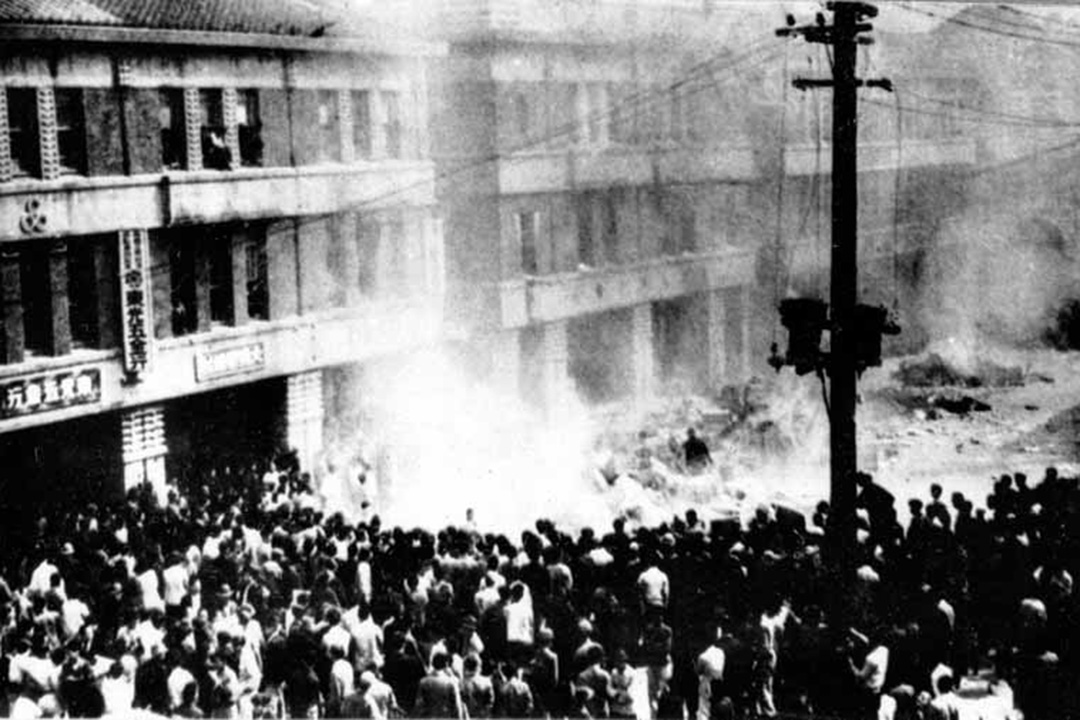
Povstání a následný masakr známé jako Incident 28. února

Mezi první opoziční hlasy je možné počítat tchajwanské elity, které nesouhlasili s příchodem Kuomintangu na Tchaj-wan v roce 1945 a které se zapojily do událostí po incidentu 228 v roce 1947. Po čistkách, které po incidentu následovaly, se však tuto opozici podařilo umlčet. I když byl rok 1948 relativně klidný, v roce 1949, kdy armáda Národní strany začala viditelně prohrávat proti Čínské lidově osvobozenecké armádě, přitvrdila kontrola i na Tchaj-wanu. Jakákoli kritika byla interpretována jako spolupráce s komunisty a podle toho i souzena. Na jaře došlo k další vlně zatýkání a mnoho levicově smýšlejících intelektuálů odešlo zpět do Číny.
Na vzniku politické opozice se podílely jak vnější, tak vnitřní faktory, které byly navzájem provázané. Mezi vnitřní jednoznačně patřily socio-ekonomické změny probíhající od 60. let až do 80. let, které pomohly vytvořit prostředí pro vznik pozdější občanské společnosti, ale i reformní snahy samotné Národní strany. Mezi vnější faktory potom patřil vývoj vztahů přes Tchajwanskou úžinu a role USA v těchto vztazích. Dále neuznání Čínské republiky na Tchaj-wanu jako legitimního zástupce Číny a následná ztráta křesla v Organizaci spojených národů. To vše zvedlo vlnu nespokojenosti namířenou proti Národní straně a jejímu způsobu vlády.
Tváří v tvář nespokojenosti obyvatel a upadající podpoře ze zahraničí se Národní strana nemohla nadále spoléhat pouze na sérii Krátkodobých opatření platných po dobu komunistické rebelie. Syn Čankajška a zároveň také premiér, Ťiang Ťing-kuo, se v roce 1966 zasadil o doplňkové volby na místa zastupitelů zvolených v letech 1947 a 1948, kteří již nemohli vykonávat svou funkci. Volby proběhly o tři roky později a začalo tak obsazování strany mladší generací politiků a tchajwanizace politiky celkově, což byl zásadní krok pro udržení dominantního postavení strany. Mezi roky 1968 a 1971, 641 starších kádrů (34 % všech straníků) odešlo do důchodu či odstoupilo ze své pozice.
V roce 1975 zemřel Čankajšek a do čela Kuomintangu i celé země se postavil Ťiang Ťing-kuo. Hnutí Dangwai (tradiční znaky: 黨外; zjednodušené znaky: 党外; pinyin: dăngwài, doslova: „mimo stranu“) bylo politické hnutí, které se formovalo od poloviny 70. let 20. století a profilovalo se začátkem 80. let. I když Národní strana přistoupila na doplňkové volby jak do legislativního dvora, tak i do Národního shromáždění, nebylo dovoleno kvůli stannému právu zakládat nové politické strany. Mladí opoziční politici se tak začali ucházet o volné mandáty jako „nezávislí“. Jejich názory se postupně radikalizovaly a v roce 1979 došlo i k otevřeným střetům s policií. Nejznámějším je tzv. Kaosiungský incident, který vláda a Národní strana využila k zatčení opozičních politiků. Mezi nimi byli Chang Chun-hung, Hsu Hsin-liang, Shih Ming-teh nebo Annette Lu, kteří stáli u zrodu Demokratické pokrokové strany, která byla v podstatě ilegálně založena už v roce 1986.  V prosinci 1988 se uskutečnily první volby, kde se obě politické strany střetly. Nešlo však o volby plně demokratické, protože některé mandáty na úrovni provinční správy byly i nadále udělovány prezidentem.

## Konsolidace demokracie

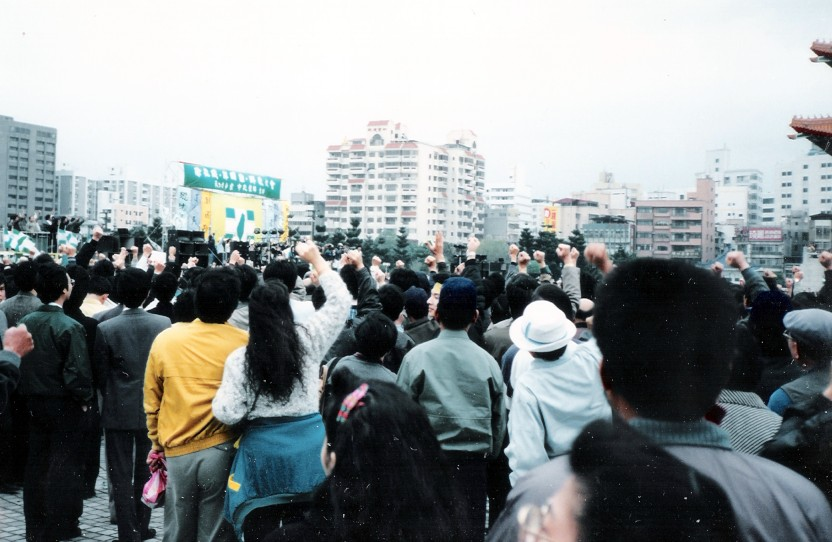
V roce 1990 se v Tchaj-peji konalo shromáždění Hnutí divoké lilie (Wild Lily movement) požadující přímou volbu prezidenta a volby do Národního shromáždění, které bylo stále obsazeno politiky do něj zvolenými roku 1947 v Číně.

Po smrti prezidenta Ťiang Ťing-kuoa v roce 1988 pokračoval v jeho demokratizačních a liberalizačních reformách viceprezident Li Teng-chuej. O dva roky později byl Li Teng-chuej zvolen Národním shromážděním řádným prezidentem a oficiálně ukončil období národního ohrožení. V roce 1991 se tak mohly konat úplné volby do Národního shromáždění a v roce 1992 i do legislativního dvora. Tchaj-wan začal procházet procesem tchajwanizace, při kterém se lokální kultura a historie začaly vyzdvihovat nad tu z pevninské Číny. Leeho reformy zahrnovaly tištění bankovek Ústřední bankou namísto Provinční tchajwanskou bankou, došlo k omezení pravomocí provinčních orgánů ve prospěch orgánů státních, nebo naopak orgánů nižší správy. Dalším neméně důležitým krokem bylo povolení užívat tchajwanský jazyk v médiích a ve školách. V roce 1994 byla díky úpravě ústavy zavedena přímá volba prezidenta.
Lee se v prvních prezidentských volbách roku 1996 postavil proti kandidátovi Demokratické pokrokové strany a bývalému disidentovi, Peng Min-mingovi. Tyto volby zároveň s Leeho návštěvou Spojených států přiměly ČLR k provedení série raketových testů v Tchajwanském průlivu za účelem zastrašení tchajwanských voličů k volbě pro-čínských kandidátů, Chen Li-ana a Lin Yang-kanga. Raketové testy se dočkaly odpovědi ve formě dvou skupin letadlových lodí, vyslaných americkým prezidentem Clintonem, jež takto reagoval na základě TRA (Taiwan Relations Act) z roku 1979. Tento incident je znám jako Třetí krize v Tchajwanské úžině.
Právo Tchaj-wanu na sebeurčení, které se jako heslo objevilo jak u nezávislých kandidátů, tak i u politiků z Hnutí Dangwai a poté i u Demokratické pokrokové strany, se však stalo vážným problémem nejen v otázkách vztahů přes Tchajwanskou úžinu, ale i pro samotnou Národní stranu. Ta deklarovala, že jejím cílem je „dobýt pevninu zpět“, to znamená sjednotit Čínu pod ideologickými principy Národní strany. Postupná tchajwanizace, jak v politice, tak i v kultuře a hlavně výsledky voleb ukázaly, že většina obyvatel Tchaj-wanu tento cíl s Národní stranou nesdílí. Národní strana, aby si zabezpečila dostatečnou většinu ve volených orgánech, tudíž musela pozměnit svou rétoriku: už se nejednalo o „dobytí Číny“, ale o „sjednocení“ za podmínek, které budou vyhovovat oběma stranám. Tím se ještě více otevřela propast mezi konzervativní „tvrdou linií“ Národní strany a jejím umírněnějším křídlem. Ideologický rozpor vyvrcholil vytvořením frakce Nová aliance Národní strany (znaky: 新國民黨連線; pinyin: xīn guómíndǎng lián xiàn) v roce 1993, která se nakonec odtrhla a vytvořila novou politickou stranu, Čínskou novou stranu.
V roce 1999 prezident Lee v německém rádiu Deutsche Welle redefinoval vztah Čínské republiky na Tchaj-wanu a Čínské lidové republiky jako "speciální vztah dvou států" (jako kontrast k politice ČLR, která si zakládá na "jednotné Číně", tudíž považuje Tchaj-wan za svou nedílnou součást).
V prezidentských volbách v roce 2000 (druhé svobodné volby v historii země) Kuomintang poprvé ztratil post prezidenta. Kandidát DPP Čchen Šuej-pien získal 39 % hlasů a vyhrál tak nad kandidátem KMT Lien Chanem a nezávislým kandidátem Jamesem Soongem. Legislativní většinu v parlamentu ale stále držel Kuomintang, což do velké míry znemožňovalo prosazování zákonů ze strany Čchena a DPP.
První skutečný konec vlády Kuomintangu tak nastal až v roce 2016, kdy DPP získala většinu v Legislativním dvoře (tchajwanský parlament) a její kandidátka Cchaj Jing-wen zároveň vyhrála prezidentské volby. Nová vláda zahájila řadu zákonů, zejména ustanovení Komise pro tranziční spravedlnost (Transitional Justice Commission), vyšetřující činy Kuomintangu v období mezi 15. srpnem 1945, kdy jeho vojáci přišli na Tchaj-wan a 6. listopadu 1992, kdy definitivně skončilo stanné právo a Výbor řešící neoprávněně získané jmění politických stran (Ill-gotten Party Assets Settlement Committee, zkráceně CIPAS) vyšetřující nekale nabyté jmění a majetek politických stran a hospodaření s ním v období od 15. srpna 1945 až 6. listopadu 1992.